# Hermann Otto Neubauer

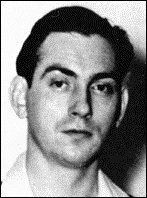
Hermann Otto Neubauer 1942

Hermann Otto Neubauer (* 5. Februar 1910 in Hamburg; † 8. August 1942 in Washington, D.C.) war ein deutscher Nationalsozialist, Spion und Saboteur im Auftrag der deutschen Abwehr und Mitglied des Unternehmens Pastorius während des Zweiten Weltkriegs.

## Leben

### Aktivitäten in den USA
Neubauer war gelernter Koch und arbeitete auf der Hamburg, bevor er im Juli 1931 in New York City eine neue Anstellung auf der Leviathan der United States Lines erhielt. Am 23. November 1931 reiste er mit einem Visum in die Vereinigten Staaten ein, arbeitete als Koch in verschiedenen Hotels und Restaurants und erhielt gelegentliche Anstellungen auf Hochseeschiffen. 1935 wurde er Mitglied des Amerikadeutschen Bundes in Chicago, musste aber wieder austreten, da er nicht die US-amerikanische Staatsbürgerschaft besaß. Er beantragte seine Einbürgerung, die ihm nicht gestattet wurde. 
Er trat zum 1. Juni 1937 der NSDAP in Chicago bei (Mitgliedsnummer 3.936.690) und heiratete am 10. Juni 1940 Alma Wolf, eine gebürtige Amerikanerin. Im gleichen Jahr befreundete er sich mit Edward John Kerling. Zusammen mit ihm und anderen kaufte er im September 1939 die Jacht Lekala, um nach Deutschland zurückzukehren und das Land im Zweiten Weltkrieg zu unterstützen. Da die US-Küstenwache die Ausfahrt des Schiffes nicht erlaubte, wurde es im Frühjahr 1940 in Miami, Florida, verkauft.

### Zweiter Weltkrieg und Unternehmen Pastorius
Neubauer verließ New York am 11. Juli 1940 und kehrte an Bord des Passagierschiffs S.S. Exochorda über Lissabon nach Deutschland zurück, wobei die deutschen Konsulate in Lissabon und Rom seine Passage nach Deutschland bezahlten. Nach seiner Rückkehr wurde Neubauer im November 1940 zur Wehrmacht eingezogen und erhielt eine militärische Ausbildung in Magdeburg, Im Mai 1941 wurde er nach Polen abkommandiert, kurze Zeit später schwer verwundet und lag sechs Monate lang in einem Krankenhaus in Stuttgart. Während seiner Rekonvaleszenz in einem Lazarett in der Nähe von Wien wurde er von Walter Kappe für das Spionage-Unternehmen Pastorius der deutschen Abwehr angeworben. Zusammen mit elf weiteren ausgewählten Personen, darunter George John Dasch, Herbert Hans Haupt und Werner Thiel erhielt er in einem Herrenhaus am Quenzsee eine Spionage-Ausbildung.
Nach deren Beendigung wurden zwei Kommandos gebildet. Sein Kommando unter dem Befehl von Kerling mit Thiel und Haupt fuhr mit dem U-Boot U 584 von Lorient in Frankreich aus in die USA. Ihre Aufgabe war die Verminung der Pennsylvania Railroad in Newark, New Jersey und der Kanalschleusen in St. Louis und Cincinnati sowie Bombenanschläge auf jüdische Kaufhäusern in New York.
Neubauers Kommando landete am 17. Juni 1942 in Ponte Vedra Beach, Florida. Beide Kommandos landeten in vollständigen oder teilweisen deutschen Uniformen, um bei einer potenziellen Festnahme als Kriegsgefangene und nicht als Spione behandelt zu werden. Nach der Landung wurden die Uniformen gegen Zivilkleidung getauscht und das Sabotagematerial am Strand vergraben. Von der Landungsstelle reisten die Mitglieder per Bus nach Jacksonville und weiter per Zug nach Cincinnati, Ohio, wo Kerling und Thiel nach New York weiterfuhren, er und Haupt reisten weiter nach Chicago, Illinois. Neubauer wurde am 27. Juni 1942 in Chicago verhaftet, da zwei Mitglieder des anderen Kommandos, George John Dasch und Ernst Peter Burger, die gesamte Operation verraten und die US-Bundesbehörden über die geplanten Sabotageaktionen informiert hatten.

### Prozess und Hinrichtung
Neubauer sowie Edward John Kerling, Herbert Hans Haupt, Henry Harm Heinck, Richard Quirin und Werner Thiel  wurden in Washington, D.C. von einem Militärgericht angeklagt und wegen Spionage zum Tode verurteilt. 
Vor seiner Hinrichtung schrieb Neubauer einen letzten Brief an seine Frau:
„Ich hätte nie gedacht, dass sie uns das Leben nehmen würden. Aber während ich diese Zeilen schreibe, habe ich wieder die Kontrolle über meine Nerven. Wenn es nur nicht so weh tun würde, wäre es nicht so hart... Also meine Alma, Kinn nach oben, weil ich möchte, dass du gut und auf Wiedersehen bist, bis wir uns in einer besseren Welt treffen, möge Gott dich segnen! Ich liebe dich, Deiner Hermann.“
Dasch und Burger erhielten lange Haftstrafen, die nach dem Krieg in eine Ausweisung umgewandelt wurden. Die Verurteilten wurden am 8. August 1942 auf dem elektrischen Stuhl des District of Columbia hingerichtet. Es war die größte Massenhinrichtung, die bis dahin in einem US-Gefängnis durchgeführt wurde. Die Leichen wurden auf dem Armenfriedhof in Blue Plains in Washington, D.C. beigesetzt. Ursprünglich waren die Gräber durch Nummerntafeln gekennzeichnet, bis eine deutsch-amerikanische Organisation ein kleines Denkmal zur Erinnerung an ihr Leben aufstellte.